# Sole Remedy
Sole Remedy ist eine finnische Progressive-Metal-Band aus Lahti, die im Jahr 1998 gegründet wurde.

## Geschichte
Die Band wurde im Jahr 1998 von Gitarrist und Sänger Jukka Salovaara, Schlagzeuger Henry Silmonen und Bassist Toni Mäkinen gegründet. Zusammen entwickelten sie anfangs einige Stücke, wobei zu diesem Zeitpunkt die Lieder mehr am Progressive Rock, am Blues-Rock, sowie am Fusion-Rock orientiert war. Im Jahr 2002 wurde die Musik härter. Im Jahr 2003 stieß Gitarrist Mikko Laine als neues Mitglied zur Band. 
Im Jahr 2007 wurden die Arbeiten zum Debütalbum The Wounded Ones beendet. Die Aufnahmen dazu fanden im Sommer desselben Jahres statt. Das Album wurde im Jahr 2008 veröffentlicht. Es erschien in einer begrenzten Stückzahl und wurde hauptsächlich während Konzerten verkauft.
Im Frühling 2009 begab sich die Band erneut ins Studio, um das zweite Album namens Apoptosis aufzunehmen. Das Album wurde von Bandmitglied Salovaara aufgenommen, abgemischt und produziert. Die Arbeiten wurde im Sommer beendet. Im Oktober verließ Bassist Mäkinen die Band und wurde durch Artturi Sipilä ersetzt. Außerdem kam mit Keyboarder und Sänger Eetu Karioja ein weiteres Mitglied zur Band. Das Album wurde im Oktober über Aftermath Music veröffentlicht.
Im Oktober 2011 trat die Band zum ersten Mal im Ausland auf dem ProgPower Europe auf, das in den Niederlanden stattfand. Nach dem Festival geriet Mikko Laine am 3. Oktober in einen Verkehrsunfall, bei dem er verstarb. 
Im Jahr 2012 verließ zudem Eetu Karioja die Band, sodass diese nur noch zu dritt war.

## Stil
Die Musik der Band ist sehr abwechslungsreich, was am Gesang deutlich wird, der zwischen klaren und gutturalen Passagen schwankt. Die Werke werden als eine Mischung aus Bands wie Opeth, Porcupine Tree und Katatonia beschrieben.

## Diskografie
- The Wounded Ones (Album, 2008, Eigenveröffentlichung)
- Apoptosis (Album, 2010, Aftermath Music)